# Imiprothrin
Imiprothrin (systematický název [2,5-dioxo-3-(2-propynyl)-1-imidazolidinyl]methyl-(1R)-2,2-dimethyl-3-(2-methyl-1-propenyl)cyklopropankarboxylát) je syntetický pyrethroid používaný jako insekticid. Za běžných podmínek jde o čirou jantarově zbarvenou viskózní kapalinu. Je složkou některých přípravků k hubení hmyzu v interiérech. Má nízkou akutní toxicitu pro člověka, na hmyz však působí neurotoxicky a způsobuje paralýzu. Technický imiprothrin je směs izomerů cis a trans v poměru cca 20:80.